# Remijia ferruginea
Remijia ferruginea es una especie arbustiva de la familia Rubiaceae. Es endémica de Brasil, distribuyéndose en afloramientos rocosos en los estados de Minas Gerais, Mato Grosso, Mato Grosso del Sur, Bahía y Espírito Santo.

## Taxonomía
Remijia ferruginea fue descrita por el botánico y micólogo suizo Augustin Pyrame de Candolle y publicado en Prodromus Systematis Naturalis Regni Vegetabilis  4: 357 en 1830.
Basónimo
- Cinchona ferruginea A.St.-Hil., 1824

## Importancia económica y cultural
Se utiliza tradicionalmente la corteza para el tratamiento de la fiebre alta y la malaria.

### Farmacología
Los estudios farmacológicos han determinado la presencia del alcaloide cinchonina, el flavonoide rutina, ácido ursólico y ácido clorogénico en los extractos de la corteza. En un estudio in vivo con ratones infectados con Plasmodium berghei se buscó determinar la actividad antimalárica del extracto etanólico de la corteza. Los resultados mostraron que la corteza de R. ferruginea reducía en un 48 % la parasitemia en una dosis de 1000 mg/kg (la cloroquina tiene una reducción del 95 % en una dosis de 25 mg/kg) concluyéndose que la actividad antimalárica era parcial.

## Nombres comunes
- Quina de la sierra, quina minera, quina de remiendo